# Alexej Nitchepurenko
Alexej Nitchepurenko (ukr. Алексей Нечипуренко; ur. 1 marca 1972) – ukraiński zapaśnik walczący w stylu wolnym
Zajął czwarte miejsce na mistrzostwach świata w 1994; piąte w 1993. Srebrny medalista mistrzostw Europy w 1993; czwarty w 1994. Mistrz Europy młodzieży w 1992 roku.